# Elisa (cantante 1989)
Elisa (エリサ?; Prefettura di Kanagawa, 14 aprile 1989) è una cantante e modella giapponese.
Lavora per l'agenzia Geneon Universal Entertainment e per Elite Model Management.

## Biografia
Nel 2007 Elisa è stata scelta da un concorso di 3.000 partecipanti all'Elite Model Look per diventare una modella professionista. Nello stesso anno ha anche firmato un contratto per la Geneon Entertainment per diventare una cantante. Nel mese di ottobre 2007 ha debuttato con il suo singolo "Euphoric Field", che è stato utilizzato come sigla di apertura per la serie TV anime ef - a tale of memories.
Tra il 2009 e il 2010 interpreta tutte le sigle di chiusura della serie TV anime A Certain Scientific Railgun. Nel 2010 interpreta sotto lo pseudonimo di Oratorio The World God Only Knows, usato per l'occasione, le sigle di apertura della serie TV anime The World God Only Knows e del suo sequel The World God Only Knows II.
Nel 2011 è stato annunciato dalla sua agenzia che vorrebbe mettere in pausa la sua carriera a causa della fatica sostenuta. I suoi concerti che erano in programma per il 2 ottobre di quell'anno al Tokyo Globe-za theater, così come tutti gli altri concerti ed eventi in programma, furono annullati e la sua pagina di Twitter cancellata. Il 14 aprile 2012, giorno in cui ha compiuto 23 anni, Elisa ha annunciato che avrebbe ripreso la sua carriera di cantante. Il 20 giugno 2012 è stato pubblicato un album "best-of" della sua carriera fino ad ora trascorsa.
Ha cantato anche in lingua italiana, una cover di "Con Te Partirò" nell'album "Genetica". 

## Discografia

### Album
| N° | Informazioni                                                                    | Vendite |
| -- | ------------------------------------------------------------------------------- | ------- |
| 1  | White Pulsation - Pubblicato il: 21 gennaio 2009 - Posizione Oricon top 200: 30 | 8,561   |
| 2  | Rouge Adolescence - Pubblicato il: 20 gennaio 2010                              |         |
| 3  | Lasei - Pubblicato il: 16 febbraio 2011                                         |         |

### Maxi singoli
| N° | Informazioni singolo | Vendite |
| -- | --- | ------- |
| 1  | Euphoric Field - Pubblicato il: 24 ottobre 2007 - Posizione nella Top 200 di Oricon: 22 - Tema di apertura e chiusura in: ef - a tale of memories                      | 24,572  |
| 2  | Hikari - Pubblicato il: 21 maggio 2008 - Posizione nella Top 200 di Oricon: 74 - Tema di chiusura in: Nabari no Ou                                                     | 2,662   |
| 3  | Ebullient Future - Pubblicato il: 5 novembre 2008 - Posizione nella Top 200 di Oricon: 17 - Tema di apertura in: ef - a tale of melodies                               | 14,512  |
| 4  | Wonder Wind - Pubblicato il: 20 maggio 2009 - Posizione nella Top 200 di Oricon: 21 - Tema di apertura in: Hayate the Combat Butler Second Season                      | 8,653   |
| 5  | Dear My Friend: Mada Minu Mirai e - Pubblicato il: 4 novembre 2009 - Posizione nella Top 200 di Oricon: 22 - Tema di chiusura in: A Certain Scientific Railgun         | 10,597  |
| 6  | Real Force - Pubblicato il: 24 febbraio 2010 - Posizione nella Top 200 di Oricon: 14 - Tema di chiusura in: A Certain Scientific Railgun                               |         |
| 7  | Special "One" - Pubblicato il: 27 ottobre 2010 - Posizione nella Top 200 di Oricon: 23 - Tema di chiusura in: A Certain Scientific Railgun OAV                         |         |
| 8  | Invisible Message - Pubblicato il: 31 agosto 2011 - Posizione nella Top 200 di Oricon: TBA - Tema di chiusura in: Hayate the Combat Butler! Heaven Is a Place on Earth |         |

## Performance dal vivo
- Animax Musix Spring 2010 (15 maggio 2010)
- Elisa First Live: Feel the Pulsation (28 marzo 2009)
- Animelo Summer Live 2008 (31 agosto 2008)
- Animelo Summer Live 2009 (22 agosto 2009)
- Animelo Summer Live 2010 (28 agosto 2010)
- Animelo Summer Live 2011 (27 agosto 2011)